# Robert Maysack
Robert Maysack (Kirchardt, Alemania, 25 de noviembre de 1872-condado de Highlands, Estados Unidos, diciembre de 1960) fue un gimnasta artístico nacido alemán nacionalizado estadounidense, medallista de bronce olímpico en San Luis 1904 en el concurso por equipos.

## Carrera deportiva
En los JJ. OO. celebrados en San Luis (Misuri) en 1904 gana la medalla de bronce en equipos, perteneciendo él al equipo de Chicago, quedando en el podio tras los de Filadelfia (oro) y Nueva York (plata), y siendo sus compañeros: Charles Krause, George Mayer, John Duha, Philip Schuster y Edward Siegler.